# Президентский дворец (Грозный)
Президентский дворец в Грозном — здание в столице Чечни, разрушенное в ходе Первой чеченской войны.

## История
Само здание выполнено в стиле советской архитектуры постсталинского периода, по аналогии с московским Домом правительства; проект подготовлен А.Н. Сафроновым и был завершён в 1982 году.
До распада СССР в здании располагался Чечено-Ингушский республиканский комитет КПСС, так называемый реско́м. После провозглашения независимости Чечни в 1991 году здание служило президентским дворцом Джохара Дудаева, первого лидера самопровозглашённой Чеченской Республики Ичкерия, и главным местом его правительства (фактически кабинет Дудаева находился на восьмом этаже здания).
Во время новогоднего штурма Грозного (ранней фазы Первой чеченской войны зимой 1994—1995 годов) дворец был одной из главнейших целей федеральных войск. Сильно повреждённый, он был оставлен сепаратистами 18 января 1995 года, после трёх недель бомбёжек и двух недель борьбы, и взят российской армией на следующий день.
15 февраля 1996 года федеральные силы снесли полуразрушенное здание при помощи взрыва.
По состоянию на 2022 год на месте бывшего дворца построен торгово-развлекательный центр «Грозный Молл».

## В культуре
- В 1992 году в Ичкерии была выпущена серия марок, на одной из которых был изображён Президентский дворец[3].
- 1995 году в Ичкерии была выпущена банкнота достоинством в 50 нахаров с изображением Президентского дворца.

## Галерея

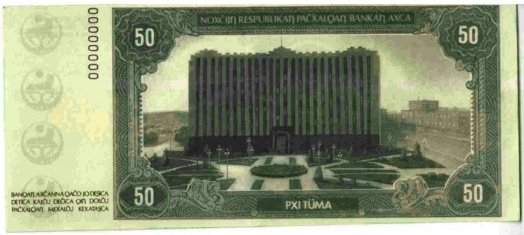
Президентский дворец на купюре 50 нахаров
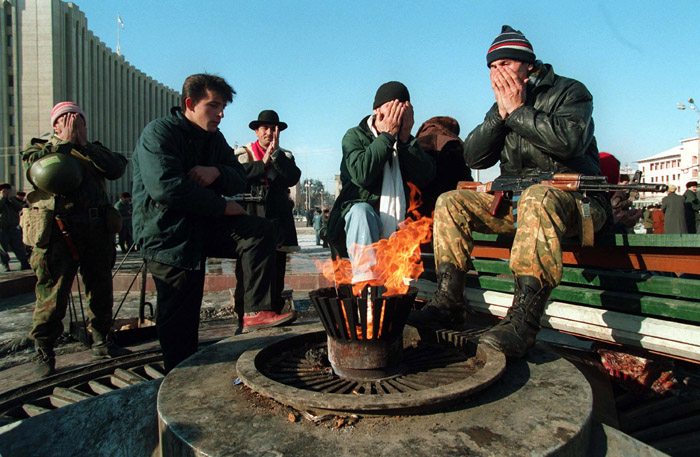
Сторонники Дудаева у Огня вечной славы на фоне Президентского Дворца в декабре 1994 года
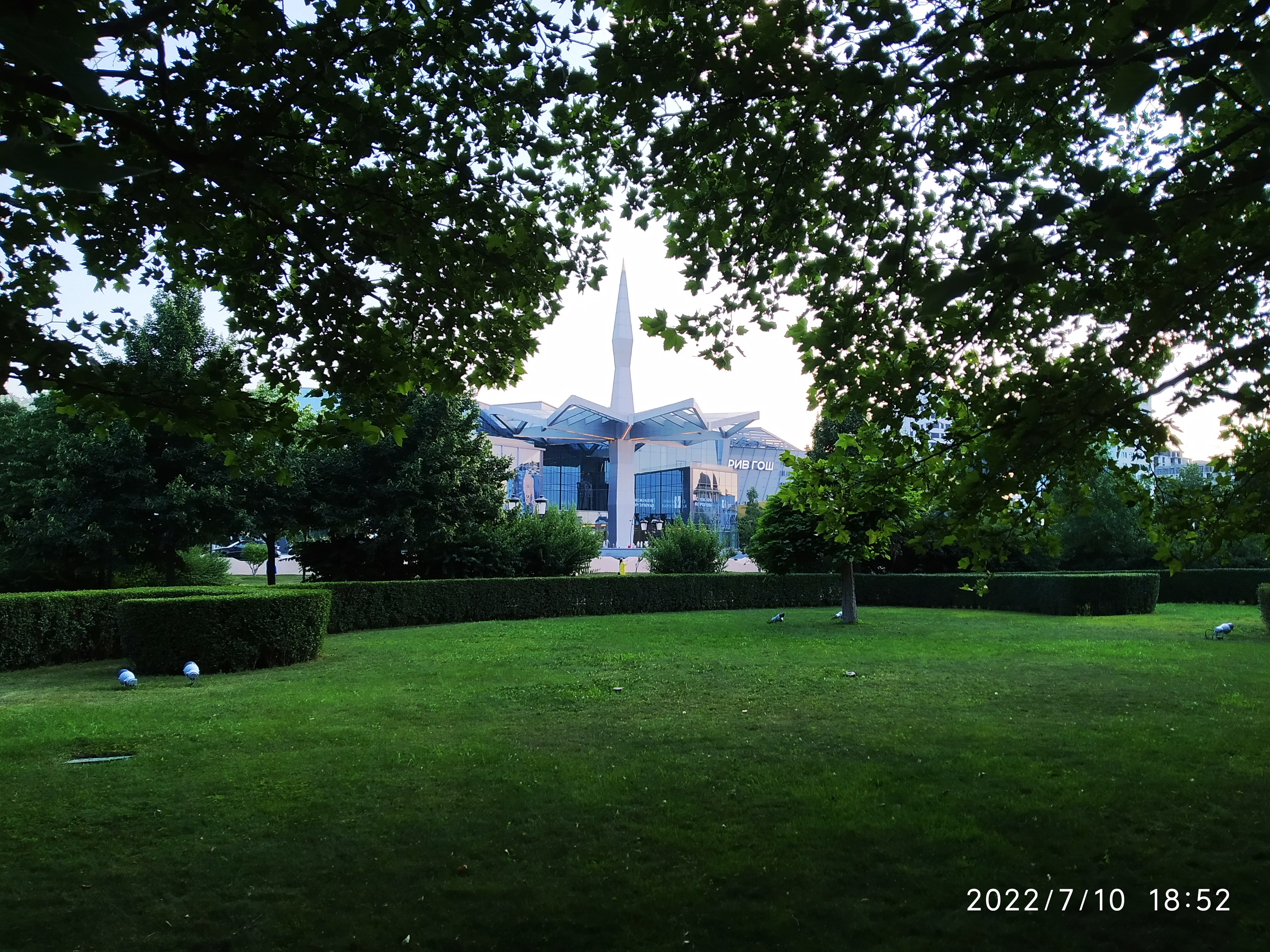
Район Президентского дворца в 2022 году